# Bohuslav Josífek
Bohuslav Josífek, född 31 december 1901 och död 19 juli 1980, var en tjeckoslovakisk längdskidåkare som tävlade under 1920-talet. Vid olympiska vinterspelen i Chamonix deltog han i militärpatrull och ingick i det tjeckoslovakiska laget som kom fyra.